# BMW・Z3

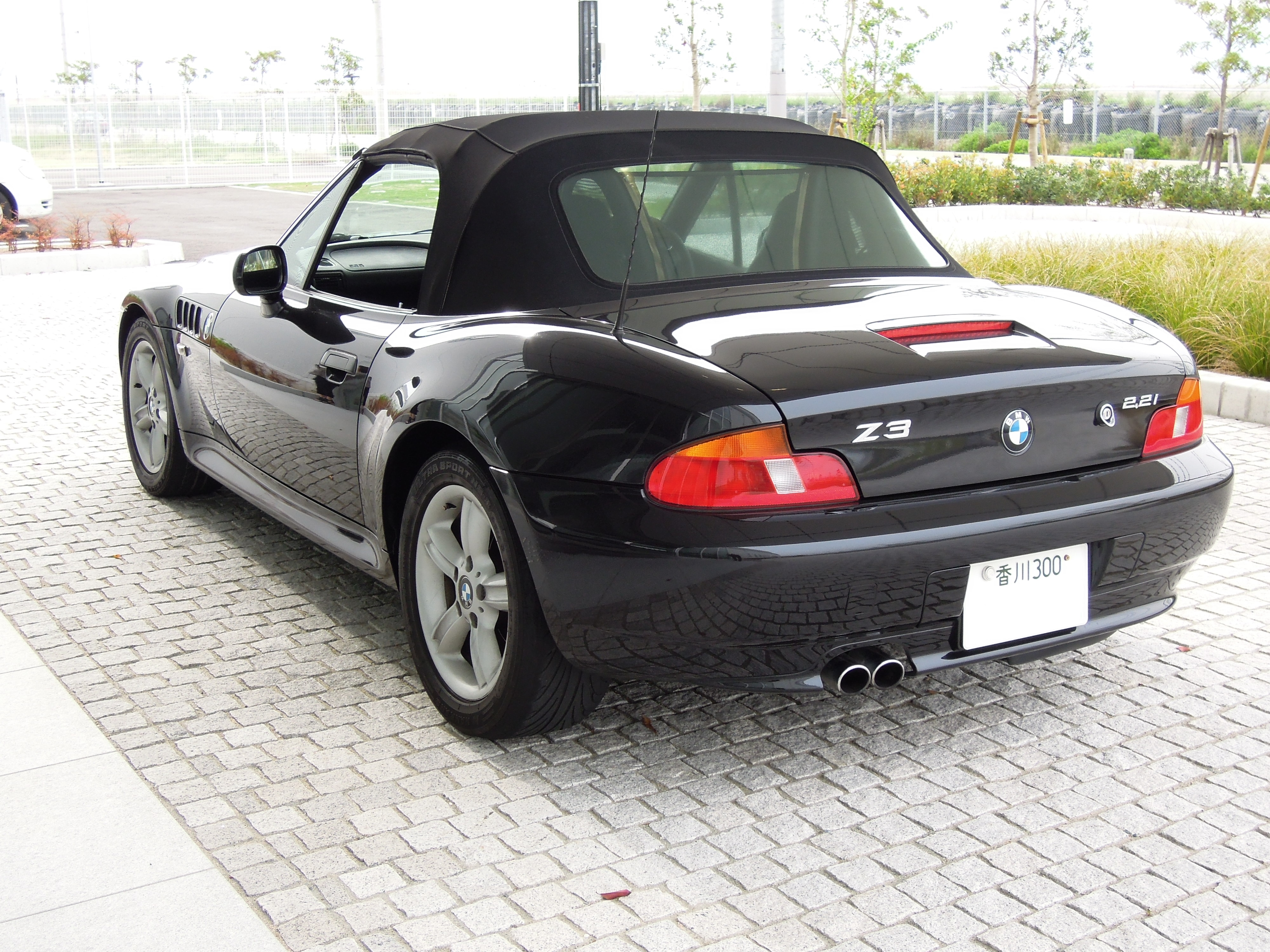
後期型ロードスター（1999年10月）

Z3（ツェット・ドライ）は、ドイツの自動車メーカーBMWが製造していたクーペまたはオープンタイプの乗用車である。アメリカ合衆国・サウスカロライナ州に完成した工場にて製造された初のBMW車であった。

## 解説
1996年登場。BMWとしてはZ1以来の2シーターオープンカー（ロードスター）である。外観デザインには永島譲二が携わっている。後にクーペタイプも追加された。
プラットフォームをBMW・3シリーズコンパクト（E36/5）と共有する派生車種であり、モデルネームはロードスターがE36/7、クーペがE36/8をそれぞれ名乗る。ただし、E36/5はさらに旧世代のE30系3シリーズをベースとしており、3シリーズとしては2世代後となるE46の販売時期とも重なるという稀なケースであった。そのため、BMWではリアサスペンションにセミトレーリングアーム式サスペンションが用いられた最後の車種である（ただし、エンジンやトランスミッションはE36・E46とも共通）。
2002年に生産を終了した。翌2003年に登場したZ4が実質的な後継車種となるが、Z4の開発はZ3と同時期から行われており、また車格としてはZ4の方が上位となる。
日本には1997年に導入され、毎年のように小変更が繰り返された。

## 歴史

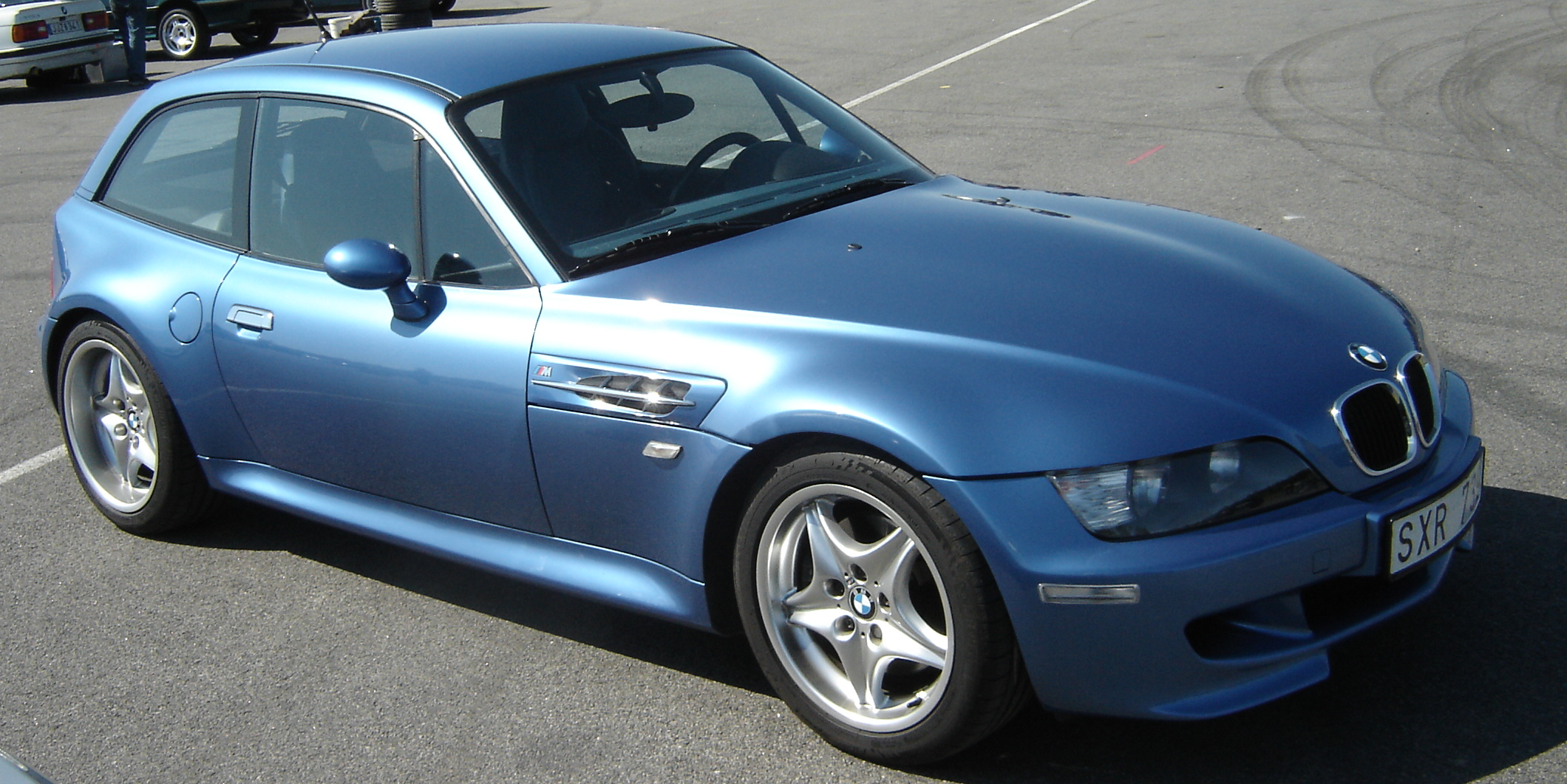
Mクーペ

- 1996年 - 日本での本格的な導入を前に、BMW JAPANの創立15周年を記念した特別仕様車を先行発売。
- 1997年 - 1.9L 直列4気筒エンジンを搭載したモデルを発売。当初はロードスターのみで1グレードの展開であったため、単に「Z3」として販売された。
- 1998年11月 - トレッドを拡大し、3ナンバーサイズに変更。クーペモデルを追加し、同時に2.8L 直列6気筒エンジンを搭載した「Z3 2.8」を追加。また、M3（E36）と同じエンジンを搭載したMモデルの「Mロードスター」「Mクーペ」を追加。これらの車名に「Z3」は入っていない。
- 1999年7月 - マイナーチェンジに伴い「Z3」を廃止し、2.0L 直6エンジンの「Z3 2.0」を新たに設定。
- 2000年 - エンジンおよびトランスミッションを変更。「Z3 2.8」は「Z3 3.0i」に、「Z3 2.0」は「Z3 2.2i」になる。
- 2001年7月 - 「Mロードスター」「Mクーペ」のエンジンがM3（E46）に搭載されたS54型に変更され、右ハンドルモデルが追加される。
- 2002年 - 生産終了。

### 特徴
- 日本での価格は365 - 700万円（最終モデル）。ハンドル位置はMT車が左ハンドルのみで、AT車が右ハンドルのみという仕様であった。「Mロードスター」「Mクーペ」は当初左ハンドルのみであったが、後のマイナーチェンジで左右を選択できるようになった。
- ソフトトップの開閉は「Z3」「Z3 2.0」「Z3 2.2i」が手動で、「Z3 2.8」「Z3 3.0i」「Mロードスター」が電動（ロック部のみ手動）となる。
- 「Mロードスター」および「Z3 2.0」以降のモデルには安全装備としてロールバーが標準で装着されていた。

### グレード一覧
| 前期型                         | 前期型        | 前期型 | 前期型                    | 前期型              | 前期型              | 前期型      | 前期型   |
| グレード                       | 製造年        | 排気量 | エンジン                  | 最高出力/最大トルク | 重量                | 変速機      | 駆動方式 |
| ------------------------------ | ------------- | ------ | ------------------------- | ------------------- | ------------------- | ----------- | -------- |
| Z3（ロードスター）             | 1997年-1999年 | 1.9L   | 直列4気筒DOHC             | 140ps/18.3kgf·m     | AT1,270kg MT1,220kg | 4速AT 5速MT | FR       |
| Z3 2.8（ロードスター/クーペ）  | 1998年-2000年 | 2.8L   | 直列6気筒DOHC M52エンジン | 1,340kg             | 4速AT               |             | FR       |
| Z3 2.0（ロードスター）         | 1999年-2000年 | 2.0L   | 直列6気筒DOHC M52エンジン | 150ps/19.4kgf·m     | AT1,330kg MT1,300kg | 4速AT 5速MT | FR       |
| M ロードスター/M クーペ        | 1998年-2001年 | 3.2L   | 直列6気筒DOHC M52エンジン | 321ps/35.7kgf·m     | 1,410kg             | 5速MT       | FR       |
| 後期型                         |               |        |                           |                     |                     |             |          |
| Z3 3.0i（ロードスター/クーペ） | 2000年-2002年 | 3.0L   | 直列6気筒DOHC M54エンジン | 231ps/30.6kgf·m     | 1,340kg             | 5速AT       | FR       |
| Z3 2.8i（ロードスター/クーペ） | 2000年-2002年 | 2.8L   | 直列6気筒DOHC M54エンジン | 193ps/28.5kgf·m     | 1,340kg             | 4速AT       | FR       |
| Z3 2.2i（ロードスター）        | 2000年-2002年 | 2.2L   | 直列6気筒DOHC M54エンジン | 170ps/21.4kgf·m     | AT1,350kg MT1,310kg | 5速AT 5速MT | FR       |
| M ロードスター/M クーペ        | 2001年-2002年 | 3.2L   | 直列6気筒DOHC M54エンジン | 325ps/35.7kgf·m     | 1,410kg             | 5速MT       | FR       |